# Cretoniscellus dryopeorum
Cretoniscellus dryopeorum är en kräftdjursart som beskrevs av Albert Vandel 1964. Cretoniscellus dryopeorum ingår i släktet Cretoniscellus och familjen Trichoniscidae. Inga underarter finns listade i Catalogue of Life.